# Ensemble Friedrichstraße (Fürth)
Das  Ensemble Friedrichstraße ist ein Gebäudeensemble in Fürth und steht entsprechend Artikel 1, Absatz 3 des Bayerischen Denkmalschutzgesetzes unter Denkmalschutz. Das Ensemble ist Bestandteil der Liste der Baudenkmäler in Fürth, in der die Baudenkmäler der mittelfränkischen kreisfreien Stadt Fürth aufgelistet sind. Diese Liste ist eine Teilliste der Liste der Baudenkmäler in Bayern. Grundlage dieser Liste ist die Bayerische Denkmalliste, die auf Basis des bayerischen Denkmalschutzgesetzes vom 1. Oktober 1973 erstmals erstellt wurde und seither durch das Bayerische Landesamt für Denkmalpflege geführt und aktualisiert wird. Die folgenden Angaben ersetzen nicht die rechtsverbindliche Auskunft der Denkmalschutzbehörde.

## Beschreibung

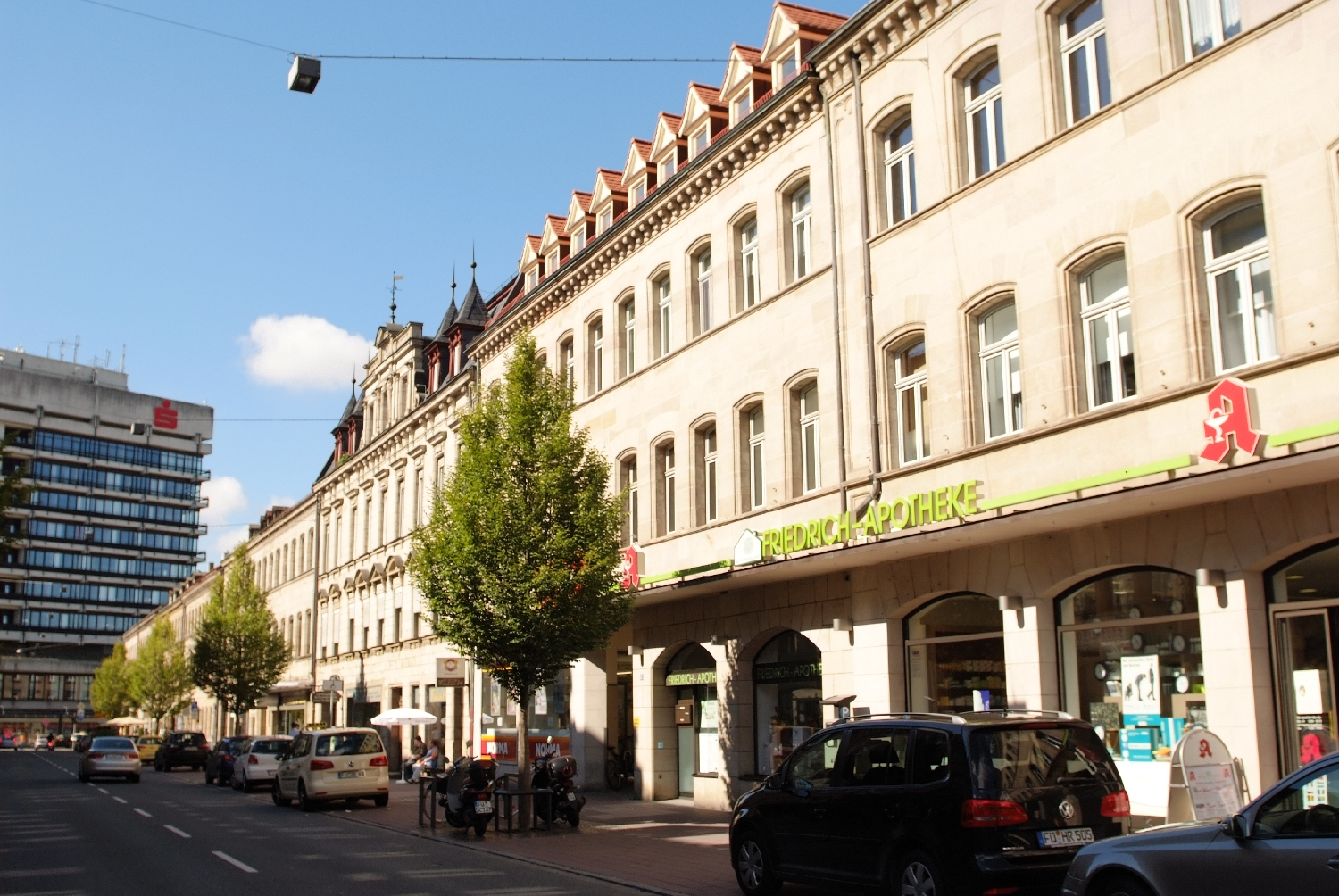
Ensemble Friedrichstraße Ostseite.

Die Straße ist nach dem Fürther Kaufmann und Mitbegründer der Ludwigseisenbahn Johann Heinrich Friedrich Meyer (1787–1847) benannt, die Straße lag am ehem. Bahnhof der 1835 eröffneten ältesten deutschen Eisenbahn. Das stilistisch geschlossene Straßenbild besteht aus i. d. R. dreigeschossigen, v. a. 1840–1850 erbauten, breit proportionierten Traufhäusern mit Sandsteinfassaden. Nach Ansicht des Bayerischen Landesamtes für Denkmalpflege dienten die Bauten Friedrich von Gärtners an der Münchener Ludwigstraße als Vorbild für die Friedrichstraße, das hier für die Bedürfnisse einer bürgerlichen, durch Gewerbefleiß und Handel geprägten Stadt abgewandelt wurde.

## Einzeldenkmäler
- Friedrichstraße 5; Fürther Freiheit 2a – Dreigeschossiges klassizistisches Wohnhaus in Ecklage, Sandsteinbau mit rustiziertem Erdgeschoss, 1838/39 von Andreas Schulz und Friedrich Schmidt, Flügel an der Fürther Freiheit mit erhöhtem Mittelrisalit 1867 von Andreas Korn in gleichen Formen angebaut.
- Friedrichstraße 7 – Dreigeschossiges Wohnhaus mit Gaststätte Humbser-Bräu, im Kern 1843, neubarock umgebaut 1896 (bez.) mit Neugestaltung der Sandsteinfassade samt Zwerchhaus und Mansardgeschoss; in der Gaststätte Gusseisensäulen, Pilaster, Vertäfelung und reicher Deckenstuck in Neurokoko-Formen.

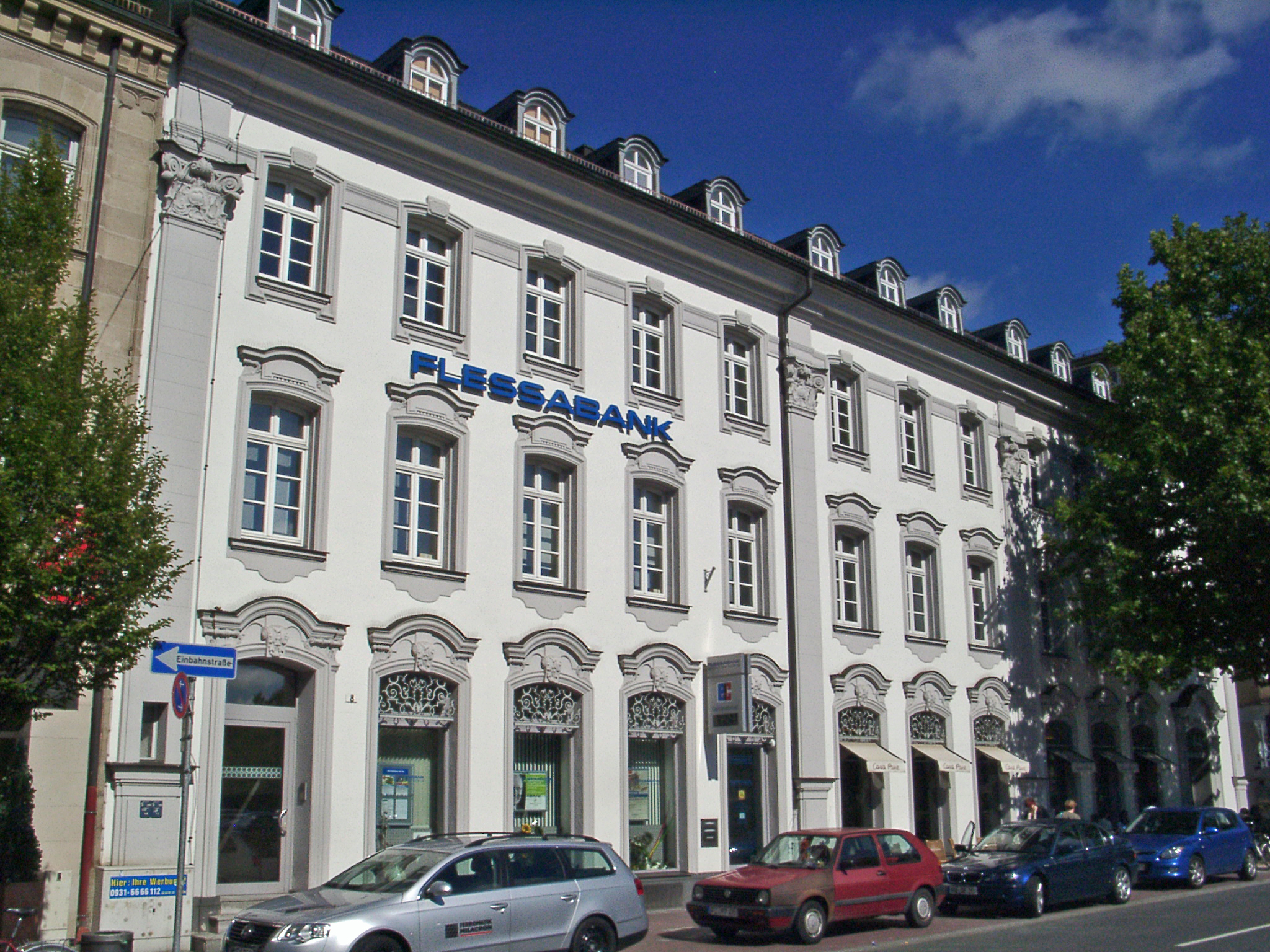
Friedrichstraße 8.

- Friedrichstraße 8; Rudolf-Breitscheid-Straße 16 – ehemalige Bayer. Hypotheken- und Wechsel-Bank (mit Rudolf-Breitscheid-Straße 16), palastartiger, langgestreckter Eckbau von 1844, 1921–23 von Bielenberg und Moser in repräsentativen neubarockformen umgestaltet.
- Friedrichstraße 9 – Dreigeschossiges Wohnhaus, im Kern 1850, umgebaut 1881 (bez.) von Moritz Haubrich mit Neurenaissance-Sandsteinfassade, breitem Zwerchhaus und Mansarddach.
- Friedrichstraße 10 – Dreigeschossiges, langgestrecktes Wohnhaus, Sandstein, mit Stichbogenfenstern, Gurtgesimsen und Konsolgesims, 1844; Gedenktafel für Alfred Nathan, 1870.
- Friedrichstraße 11 – Dreigeschossiges spätklassizistisches Wohnhaus, Sandstein, mit Stichbogenfenstern Gurtgesimsen und Konsolgesims, 1853 von Caspar Gran.
- Friedrichstraße 12 – Dreigeschossiges spätklassizistisches Wohnhaus, Sandstein, mit Stichbogenfenstern, Gurtgesimsen und Konsolgesims, 1848 von Johann Zink.

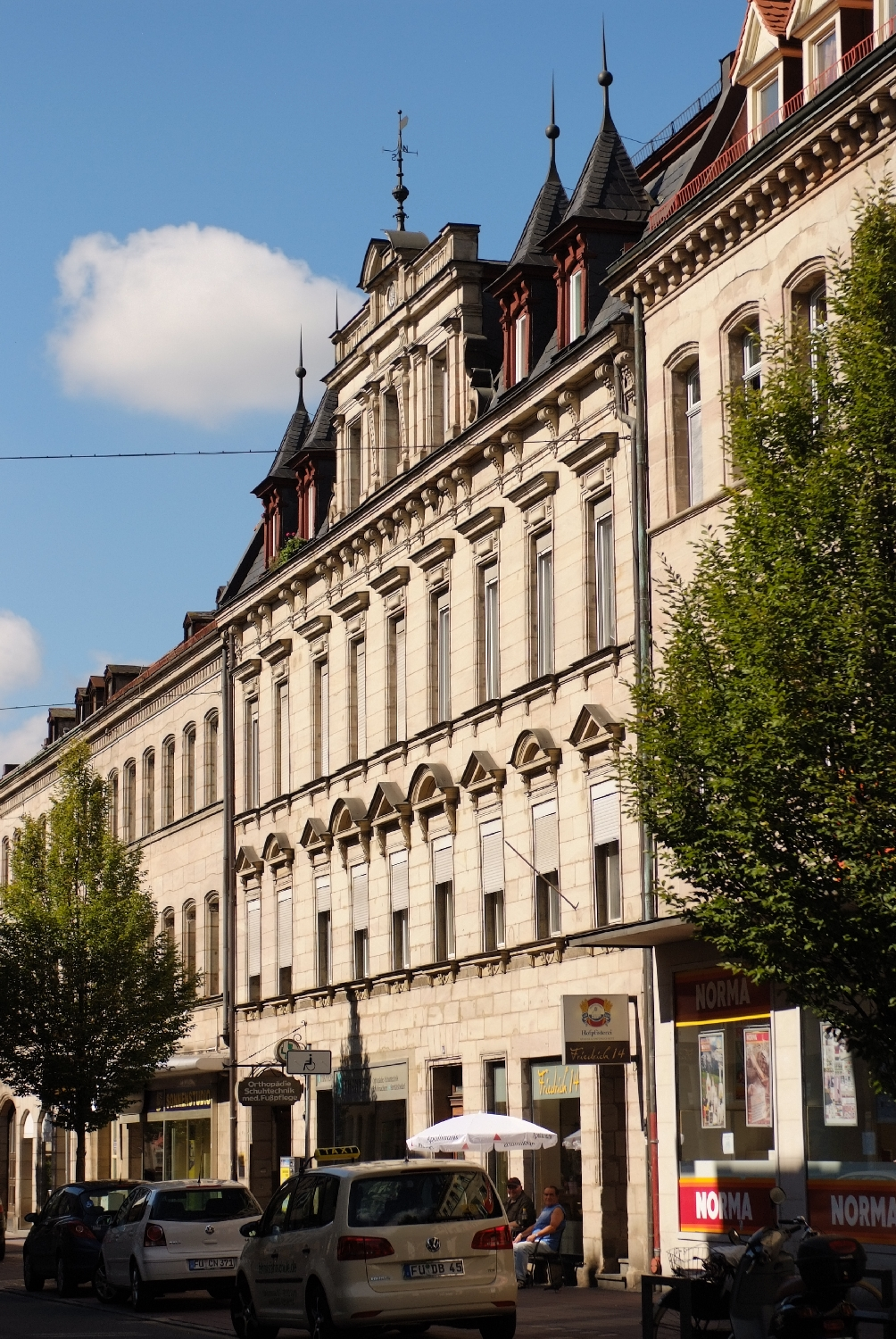
Friedrichstraße 14.

- Friedrichstraße 14 – Dreigeschossiges Wohnhaus, im Kern um 1840, 1891 von Leo Gran umgebaut mit Neurenaissance-Sandsteinfassade, Zwerchhaus und Mansarddach.
- Friedrichstraße 16/18 – Breites, dreigeschossiges Doppelwohnhaus, spätklassizistischer Sandsteinbau mit Stichbogenfenstern und Gurtgesimsen, 1853 von Johann Zink.
- Friedrichstraße 17 – Dreigeschossiges spätklassizistisches Wohnhaus, Sandstein, mit Lisenengliederung und Stichbogenfenstern, 1855/56 von Konrad Jordan.
- Friedrichstraße 18 – Siehe 16.
- Friedrichstraße 19 – Dreigeschossiges spätklassizistisches Wohnhaus, Sandstein, mit Lisenengliederung und Gurtgesimsen, im ersten Geschoss Rundbogenfenster, 1857 von Caspar Gran.
- Friedrichstraße 20 – Dreigeschossiges spätklassizistisches Wohnhaus, Sandstein, mit dekorierten Gurtgesimsen, Konsolgesims und Stichbogenfenstern, 1846 von Johann Andreas Korn.
- Friedrichstraße 21 – Spätklassizistisches dreigeschossiges Wohnhaus in Ecklage, Sandstein, mit Eisenbalkon, Gurt- und Konsolgesims, 1860 von Caspar Gran; ehem. zugehöriger Industriebau, vgl. Maxstraße 27 a.
- Friedrichstraße 22 – Dreigeschossiges spätklassizistisches Wohnhaus, Sandstein, mit Stichbogenfenstern und Gurtgesimsen, 1853 von Andreas Korn.
- Friedrichstraße 24 – Dreigeschossiges spätklassizistisches Wohnhaus, Sandstein, mit Gurtgesimsen und Konsolgesims, 1855 von Andreas Korn.
- Friedrichstraße 26 – Spätklassizistisches dreigeschossiges Wohnhaus mit abgeschrägter Ecke und Konsolgesims, Sandstein, 1857 von Andreas Korn; Einheit mit Maxstraße 25; Gruppe mit Schwabacher Straße 45.